# Марія Інес Сільва Віла
Марія Інес Сільва Віла (23 листопада 1927, Сальто, Уругвай— 8 жовтня 1991, Монтевідео, Уругвай) — уругвайська письменниця, учасниця «Ґенерації '45».

## Біографія
Марія стала частиною Ґенерації '45, разом з іншими відомими письменниками того періоду, включно з Карлосом Маґґі, з яким вона одружилася, а її сестра Марія Зулема вийшла заміж за політика Мануеля Флореса Мора.
Вона була однією зі співавторів «Marcha» і журналів «Época» і «Jaque». У 1952 опублікувала свою першу книгу оповідань «La mano de Nieve» (омонімічна історія, виграла конкурс у березні 1946), а в 1964 — «Felicidad y otros tristezas», в якій змальовано письменника, стурбованого болем і самотністю, в середовищі, де наявність смерті маскується різними способами.
На думку критика Артуро Серхіо Віска, Сільва Віла не була письменницею-реалісткою. Те надприродне середовище, в яке вона «одягала» свої історії, можливо, є її найкращою чеснотою. Особливо привертає увагу історія «Último coche a Fraile Muerto» («Останній автомобіль до мертвого монаха») (вперше опублікована в «Ескрітурі» № 2, 1947 р.), де описано примарну поїздку на автобусі, в якій площина реальності та площина снів перетинаються. Критик Емір Родріґес Монегал писав, що ідея твору полягає в тому, що: «світкеруться мріями та поетичними асоціаціями, делікатною і підлітковою чуйністю, ще не дозрілою для життя або для розповіді».
Сільва Віла також написала роман «Salto Cancán» (1969), де змальовує оточення рідного Сальто та нарис «Los rebeldes del 900» (1971).
У своїх хроніках 1945 року вона зі свіжістю та гумором описує повсякденне життя Ґенерації '45. На сторінках творів Сільви Віли діють її друзі Хуан Карлос Онетті, Фелісберто Ернандес, Пако Еспінола, Луїс Батле Беррес, а також письменники Хуан Рамон Хіменес, Хорхе Луїс Борхес та Ернесто Сабато, яких вона вважала своїми вчителями.
«Вони були нестерпними та захопливими. Принаймні такими вони здалися мені під час мого першого відвідування метро, влітку 45-го. Кафе було в кутку площі Лібертад, і в такі ночі я ставила столи на тротуарі, але правда в тому, що я не пам'ятаю добре, чи сиділи вони просто неба, чи в густому приміщенні вітальні, задушливої від сигаретного диму та запаху, який роками вдихався із ванних кімнат та кухні. Я схильна вірити, що вони були там, дихаючи несвіжим повітрям і літературою крізь усі пори.

Здебільшого вони були (і ті, хто був там, і ті, з ким я познайомилася незабаром), досвідченішими, ніж письменники-початківці, і їм потрібна була зовнішня підтримка, яку дає більш-менш визнана богема, довге волосся, зухвалий тон, сигарета, безтурботність в одязі, стрибати у воду, точніше, в друкарську фарбу. „Зі свободою, ні образливою, ні публічною“, насмішкувато сказав Онетті. Так, їм потрібно було все це, і їм також потрібно було перевіряти їхню зброю в постійному, досить сліпучому словесному флірті і не без драми. Ціла демонстрація інтелектуального махізму, який, якщо я добре пам'ятаю, трохи дратував мою жіночу і феміністичну сприйнятливість. У Ґенерації '45 я завжди мала роль глядача. Також у цій ролі я пишу зараз».

Тлом творів Сільви Віли є бездоганний і безтурботний Монтевідео періоду 1940-х — 60-х років.

## Твори
- La mano de nieve (Montevideo, 1952), cuentos.
- Felicidad y otras tristezas (Arca, Montevideo, 1964), cuentos.
- Salto Cancán (Ediciones G. P., Montevideo, 1969), novela.
- Los rebeldes del 800 (Montevideo, 1971), novela.
- 45 por uno (Editorial Fin de Siglo, Montevideo, 1993), crónicas sobre la Generación del 45.
- El visitante y otros cuentos (Ediciones de la Banda Oriental, Montevideo, 1996), selección de sus cuentos.
- Último coche a Fraile Muerto y otros cuentos (Colección Socio Espectacular, Ediciones de la Banda Oriental, Montevideo, 2001), selección de cuentos.